# Слобода (Черниговский район)
Слобода́ (укр. Слобода́) — село Черниговского района Черниговской области Украины, центр сельского Совета. Расположено в 20 км от районного центра и железнодорожного узла Чернигов. Население 595 человек. Расположено на берегу реки Вздвижа. До 2016 года было центром Слободского сельсовета.
Код КОАТУУ: 7425588301. Почтовый индекс: 15564. Телефонный код: +380 462.

## История
Село Слобода возникло в середине XVII в. Советская власть провозглашена в январе 1918 г. На фронтах Великой Отечественной войны сражались 232 жителя села, из них 74 награждены орденами и медалями, 148 — погибли. Установлены обелиск в честь красноармейцев, погибших при освобождении села от деникинцев, 4 памятника «воинам-освободителям, павшим смертью храбрых в борьбе против немецко-фашистских захватчиков», и обелиск в честь воинов-односельчан, «погибших в годы войны против гитлеровцев».

## Власть
Орган местного самоуправления — Слободский сельский совет. Почтовый адрес: 15564, Черниговская обл., Черниговский р-н, с. Слобода, ул. Дружбы, 76.
Слободскому сельскому совету, кроме Слободы, подчинены сёла:
- Викторовка;
- Драчевщина.